# Heo Jun (serie televisiva)
Heo Jun (hangeul: 허준, lett. Heo Jun; conosciuta anche come Hur Jun) è una serie televisiva sudcoreana trasmessa su MBC dal 22 novembre 1999 al 27 giugno 2000. La serie narra la vita di Heo Jun (o Hur Jun), un uomo comune che riuscì a diventare medico reale a Joseon.

## Personaggi
- Heo Jun, interpretato da Jun Kwang-ryul
- Ye-jin, interpretata da Hwang Soo-jung
- Yoo Hee-tae, interpretato da Lee Soon-jae
- Yoo Do-ji, interpretato da Kim Byung-se
- Kim Min-se, interpretato da Jung Wook
- Dama Son, interpretata da Jung Hye-sun
La madre di Heo Jun.
- Lee Da-hee, interpretata da Hong Choong-min
- Heo Ryun, interpretato da Joo Hyun
- Yang Ye-soo, interpretato da Jo Kyung-hwan
- Re Seonjo, interpretato da Park Chan-hwan
- Kim In-bin, interpretata da Jang Seo-hee
- Kim Gong-bin, interpretata da Park Joo-mi
- Principe Gwanghae, interpretato da Kim Seung-soo
- Im Oh-geun, interpretato da Im Hyun-sik
- Dama Oh, interpretata da Park Jung-soo
- So-hyun, interpretata da Sung Hyun-ah
- Gu Il-seo, interpretato da Lee Hee-do
- Hong-choon, interpretato da Choi Ran
- Ahn Kwang-ik, interpretato da Han In-soo
- So-bi, interpretata da Kim Eun-soo
- Yang-tae, interpretato da Im Dae-ho
- Lee Jung-myung, interpretato da Im Ho
- Kim Sang-hwa, interpretato da Yeo Hyun-soo e Kwak Jung-wook
- Kim Man-kyung, interpretato da Maeng Sang-hoon
- Sung In-chul, interpretato da Byun Hee-bong